# 長谷工不動産
株式会社長谷工不動産（はせこうふどうさん）は、長谷工グループ傘下の日本の不動産会社である。旧社名は株式会社ジョイント・コーポレーション。

## 概要
初代代表取締役社長の天野里司のもと、全国拠点展開を目標に掲げ、「ブランシエラ」ブランドの分譲マンションならびに賃貸マンションなどを手掛ける。「先進・先端・先鋭」のコンセプトの下、エッジの効いたものづくりを推進している。
かつてはマンション分譲のほかに不動産流動化事業も行なっており、2008年3月期においてはこの不動産流動化事業が売上高の半分以上を占めていた。不動産市況の悪化とその影響による倒産懸念や同業のアーバンコーポレイションが倒産したことによる連想売りなどから、株価は下落、2008年9月4日に100円を割り込み、80円まで値を下げたが、9月8日にオリックスを引き受け先とする100億円の第三者割当増資を実施したことで、一旦は危機が収まった。
2009年3月ごろからは上昇相場の流れで買われ、営業状態が改善しないままに株価は200円台を回復した。2009年5月27日には株主と債権者向け決算説明会で、構造改革により収益改善を計画している旨を説明したが、そのわずか2日後の2009年5月29日、会社更生法の適用を東京地方裁判所に申請した。負債総額は同時に会社更生法を申請した子会社のジョイント・レジデンシャル不動産と合わせて1,680億円。
東京地方裁判所より2013年3月31日付で会社更生手続終結の決定を受ける。2015年12月17日付で長谷工コーポレーションが買収、その子会社となった。さらに2017年4月1日にはジョイント・レジデンシャル不動産が長谷工不動産ホールディングスに商号変更の上、その傘下に入っている。
2019年4月1日付で、長谷工不動産ホールディングスから分譲マンション事業（一部除く）及び賃貸マンション保有事業の移管を受けて現社名に変更した。長谷工グループには同名の法人が2008年2月29日まで存在しており、その名前が復活した形となる。

## 沿革
- 1986年（昭和61年）9月 - 株式会社ジョイントとして設立。
- 1989年（平成元年）9月 - 株式会社ジョイント・コーポレーションに商号変更。
- 1994年（平成6年）4月 - マンション分譲事業を開始。
- 1998年（平成10年）11月12日 - 店頭公開。
- 1999年（平成11年）
  - 1月 - ジョイント・ランドを設立。
  - 9月27日 - 1株を1.5株に分割。
  - 11月 - 東証2部に市場変更。
- 2000年（平成12年）5月 - 東海林義信がエルカクエイ（旧・角栄建設）の事業管財人に選任される。
- 2001年（平成13年）
  - 3月1日 - 東証1部に指定。
  - 12月25日 - 1株を1.5株に分割。
- 2005年（平成17年）
  - 7月 - 子会社のジョイント・キャピタル・パートナーズが運用するジョイント・リート投資法人がJ-REIT市場に上場。エルカクエイの更生手続が終結。
  - 12月28日 - 1株を2株に分割。
- 2008年（平成20年）
  - 4月1日 - エルカクエイがジョイント・ランドを合併し、ジョイント・レジデンシャル不動産に商号変更。
  - 9月8日 - オリックスに対する第三者割当増資、及びオリックスによる200億円の融資枠に関する契約締結を発表。オリックスグループの支援を受け、業績・財務基盤の建て直しに向けて動き出す。
- 2009年（平成21年）
  - 5月29日 - 東京地方裁判所へ会社更生法の適用を申請。
  - 6月30日 - 東京証券取引所での上場が廃止。
- 2010年（平成22年）
  - 3月 - 子会社のジョイント・キャピタル・パートナーズの株式を積水ハウスとスプリング・インベストメント（2023年に東京ガスに買収され、現在は東京ガス不動産投資顧問[6][7]）に譲渡。
  - 5月31日 - 更生計画認可決定。
  - 12月24日 - スポンサーの株式会社レノが新株引き受け。既存株式は100％減資。
- 2012年（平成24年）5月 - スポンサーがレノから、TPGキャピタルと英・サヴィルズグループに変更。共同出資会社のTPG Savills Financial Holdings, Ltd.が株主となる。
- 2013年（平成25年）3月 - 東京地方裁判所より会社更生手続終結の決定を受ける。
- 2014年（平成26年）9月 - 会社更生手続に伴う弁済を完了[8]。
- 2015年（平成27年）12月 - 長谷工コーポレーションとその子会社である不二建設が当社の全株式を取得[9][10]。
- 2017年（平成29年）4月 - ジョイント・プロパティとともに長谷工不動産ホールディングスの子会社となる[11]。
- 2019年（平成31年）4月 - 長谷工不動産ホールディングスの分譲マンション事業及び賃貸マンション保有事業を移管、株式会社長谷工不動産に商号変更。

## 関係会社
- 株式会社ジョイント・プロパティ - 現在は長谷工不動産ホールディングス傘下。

### かつての関係会社
- 株式会社J・COMS（ジェイ・コムズ） - 2009年4月に大京が全株式を取得[12]。2010年4月[13]、同じく大京子会社であるオリックス・ファシリティーズのマンション管理事業を統合してジャパン・リビング・コミュニティに社名変更。2013年4月1日、グループ内同業の大京アステージと合併して解散した[14]。
- 株式会社ジョイント・アセットマネジメント
- 株式会社ジョイント・ファイナンス - 2013年12月5日、特別清算開始決定[15]。
- 株式会社ジョイント・ホスピタリティ
- 株式会社アサミホテル
- 川崎住宅株式会社
- 日本開発株式会社